# Парнон
Па́рнон (др.-греч. Πάρνον, греч. Πάρνωνας), также Малево (Μαλεβός) — горный хребет в Греции. Находится на юго-востоке полуострова Пелопоннес. Длина около 100 км, высота до 1935 метров. Другие вершины — Псари (Ψαρή) высотой 1839 м. Восточный склон крутой, западный пологий. Склоны покрыты кустарниками. На вершинах растёт сосновый и пихтовый лес.